# Мазин, Александр Владимирович
Алекса́ндр Влади́мирович Ма́зин (род. 8 января 1959 года, Запорожье, Украинская ССР) — русский писатель, сценарист, издатель, автор книги "Варяг".

## Биография
Родился в городе Запорожье (Украина). Окончил Ленинградский технологический институт. Специальность — инженер-химик.
После окончания института работал на предприятиях г. Ленинграда. Серьёзно занимался каратэ-до, писал стихи и песни, которые сам и исполнял. Вступил в Городской клуб песни на ул. Рубинштейна, писал произведения для эстрады, а также тексты для радио и телевидения.
В 1986 году Мазин уволился с оборонного завода, и перешёл начальником смены на завод «Красный Треугольник», на режим «сутки через трое». В том же 1986 году он становится лауреатом Всесоюзного и нескольких региональных конкурсов. Выступал с концертами. Организовал Литературную поэтическую студию «НАСТ», которая выпустила несколько самиздатовских альманахов и три номера собственной газеты.
В 1990 году вышел первый авторский сборник стихов «Путь к сердцу горы». В начале 90-х много работал для театра. Дебют — либретто к детскому мюзиклу «Волшебник Изумрудного города». Постановка — Ленинградский академический театр комедии им. Н. П. Акимова. Режиссёр — Бельский, Александр Юрьевич, композитор — Александр Видякин.
В 1993 году успешно участвовал в конкурсном проекте издательства «Северо-Запад». В 1994 г. вышел первый роман: «Потрясатель тверди». Впоследствии, радикально переработанный, этот роман издавался под названием «Спящий дракон».
В 1995 году Александр Мазин прекращает работу в театральной сфере и полностью переключается на прозу. Одновременно работает в рекламе, издает журнал для изучающих английский язык. Тогда же начинает сотрудничество с Санкт-Петербургским издательством «Азбука», где в 1996 году выходит остросюжетный мистический триллер «Паника», а через полгода — роман «Фаргал» (во второй редакции — «Трон императора»). Затем — российский триллер «Инквизитор», который приносит автору известность и, наконец-то, возможность заниматься только писательской деятельностью.
В «Азбуке» выходят книги «Право на месть» и «Костер для инквизитора» — в том же жанре мистического боевика. Готовится к изданию практически законченный цикл «Дракон Конга» («Спящий дракон», «Черный Охотник», «Белый клинок» и «Мертвое небо»), а также приквел к роману «Фаргал» («Трон императора»). Затем наступает Дефолт (1998). Серии в «Азбуке» закрыты, цикл «Дракон Конга» отдан за долги московскому издательству «Терра», где и выходят в 1999 году три книги.
В том же 1999 году Мазин начинает сотрудничество с санкт-петербургским издателем Александром Жикаренцевым. Результат этой работы: переизданные 2000 году в издательстве «Махаон» романы «Я — Инквизитор» и «Право на месть», а также новый роман: фантастический триллер «Слепой Орфей», который автор и поныне считает самой дорогой ему книгой.
Тогда же, в 1999 году, Мазин начинает работу над проектом «Историческая авантюра», суть которого — возвращение на российский книжный рынок жанра приключенческого авантюрного романа. Главным героем становится наш современник, с помощью нехитрого фантастического приема оказавшийся в прошлом. Проектом, который в то время назывался «Кочевник», заинтересовался один из совладельцев Санкт-Петербургского издательства «Невский проспект», В. И. Крылов. Под проект специально было создано издательство «Крылов» и Мазин стал его ведущим редактором. В 2001 году, в издательстве «Крылов» выходит роман Александра Мазина «Варяг», первая книга серии «Историческая авантюра». Данная серия впоследствии становится основой проекта «Мужской клуб».
К этому времени Мазиным было написано ещё две книги: «Место для битвы» (вторая книга «варяжского цикла») и «Варвары» (первый роман «римского цикла»). Они вышли вслед за «Варягом» в конце 2001 года. Через полгода, когда стало окончательно ясно, что проект состоялся, выходит вторая книга «римской серии» — «Римский орёл».
2002 год вообще очень успешен для Мазина. В этом году переиздаются в новой редакции все четыре книги цикла «Дракон Конга»; выходит книга «Военные методы в бизнесе» (под псевдонимом Виктор Ярославский).
В издательстве АСТ-Пресс издается роман «Зона поражения» — четвёртая книга серии «Инквизитор». Правда, издателю название не понравилось, и его приходится сменить на «Абсолютное зло».
В 2003 году в «Крылове» выходит третья книга «римского цикла» — роман «Цена империи», а также написанный в конце 90-х, и до времени отправленный «в стол», боевик «Чистильщик». Переиздается роман «Трон императора» и публикуется написанный в 1997 году для издательства «Азбука» роман «Путь императора». Помимо художественных книг Мазин пишет публицистические статьи и рецензии, под его редакцией выходит большинство книг проекта «Мужской клуб». Совместно с В. И. Крыловым Александром Мазиным разрабатывается идеология Современного Героя, который и впоследствии, после ухода Мазина из издательства, продолжает успешно использоваться авторами «Мужского клуба».
В 2004 году Александр Мазин вынужден расстаться с издательством «Крылов». Он принимает предложение московского издательства АСТ, и организует собственную редакцию внутри Санкт-Петербургского филиала АСТ — издательства Астрель-СПб. В сотрудничестве с издательством АСТ у Александра Мазина издаются: «Чёрный стрелок» (в двух томах) (2004), третья книга «варяжского цикла» — «Князь» (2005), городское фэнтэзи «Малышка и Карлссон» (2005), написанное в соавторстве с Анной Гуровой, научно-фантастический роман «Время перемен» (2005), четвёртая книга «варяжского цикла» — «Герой» (2006), научно-фантастический роман «Утро Судного Дня» (2007).
В этом же году автор заканчивает работу над новой, существенно переработанной редакцией своей ранней книги «Паника». Первый том её: «Паника-upgrade. Кровь Древних» выходит в 2007 году, а второй: «Паника-upgrade. Брат бога» — в 2008 году. В этом же году автор заканчивает работу над пятой книгой «варяжского цикла» — «Язычник». Этот роман уже нельзя отнести к жанру авантюрно-приключенческой прозы. «Язычник» — исторический роман, в котором социально-историческая ретроспектива превалирует над сюжетными коллизиями.
В 2009 году Александр Мазин работает над продолжением «Язычника» и параллельно заканчивает фантастический роман «Мастер Исхода», косвенно связанный с дилогией «Время перемен» и «Утро Судного Дня», вышедшей в 2009 году.
В 2010 году написан исторический роман «Княжья Русь», продолжение «Язычника» и вторая книга трилогии о великом князе Владимире Святославиче. В 2014 году выходит первый роман цикла «Стратегия» — «Возвращение ярла».
Религиозные взгляды: верующий, крещён в православии. Член Союза писателей Санкт-Петербурга.
Ведущий редактор издательства Астрель-СПб (Редакция фантастики и авантюрно-приключенческих романов).

## Семья
Александр Мазин трижды вступал в брак.
У Мазина четверо детей: Максим, Анна, Владимир и Ярослава.

### Циклы
- Инквизитор
  - Я — инквизитор (1996)
  - Право на месть (1997)
  - Костер для Инквизитора (1998)
  - Абсолютное зло (2002)
  - Слепой Орфей (2000)
- Паника
  - Паника (1996)
  - Паника-upgrade. Кровь древних (2007)
  - Паника-upgrade. Брат Бога (2008)
- Варяжский цикл (Варяг)
  - Варяг (2001)
  - Место для битвы (2001)
  - Князь (2005)
  - Герой (2006)
  - Язычник (2009)
  - Княжья Русь (2010)
  - Государь (2013)
  - Богатырь (2016)
  - Золото старых богов (2017)
  - Доблесть воина (2017)
  - Смерти нет (2021)
  - Дерзкий (2021)
  - Я в роду старший (2021)
  - Сквозь огонь (2022)
  - Мечи франков (2024)
  - Княжич Варяжский (2025)
  - Архонт росский  (2025)
- Римский цикл (Варвары)
  - Варвары (2001)
  - Римский орел (2002)
  - Цена империи (2003)
  - Легион против Империи (2011)
- Дракон Конга
  - Спящий дракон (1999)
  - Разбуженный дракон (Чёрный охотник) (1999)
  - Белый Клинок (2000)
  - Мертвое небо (2002)
- Цикл «Викинг» (Сага о Ульфе Черноголовом)
  - Викинг (2010)
  - Белый волк (2011)
  - Кровь Севера (2012)
  - Вождь викингов (2013)
  - Танец волка (2014)
  - Земля предков (2016)
  - Король на горе (2018)
  - Мы платим железом (2018)
  - Гнев Севера (2023)
  - Последнее лето ярла Ульфа
- Стратегия
  - Возвращение ярла (2014)
  - Волки Одина (2015)
  - Игры викингов (2015)
  - Отрицательный рейтинг (2019)
- Малышка и Карлссон (Охота на эльфа) В соавторстве с Анной Гуровой
  - Малышка и Карлссон (2005)
  - Малышка и Карлссон-2, или «Пища, молчать!» (Малышка и Карлссон: Шведские каникулы) (2006)
  - Малышка и Карлссон-3. Мумия и тролль. (2012)

### Дилогии
- Император (Фаргал, Мир Ашшура)
  - Путь императора (2003)
  - Трон императора (1996)
- Время перемен
  - Время перемен (2005)
  - Утро Судного Дня (2007)
- Хакер
  - Чёрный Стрелок (2005)
  - Чёрный Стрелок 2 (2005)

### Романы
- Потрясатель тверди (1994)
- Чистильщик (2002)
- Мастер Исхода (2009)

### Повести
Полет сокола (повесть для школьников) В соавторстве с Анной Гуровой (2018)

### Сборники
- Ловцы душ (2019)
- Между явью и навью (2022)
- Конунг (авторский) (2024)

### Сказки
- Сказка о принцессе Белой Лилии и Серебряном пламени

### Поэзия
- Путь к сердцу горы (1990)

### Статьи
- Насущные проблемы автора коммерческой литературы (2002)
- Литературная трагедия девяностых
- «Блеск и нищета» детективного жанра
- Автор, консультант, редактор, корректор или интимный процесс творчества
- Беседа о драконах, мифических, астрологических, литературных, а также тех, что обитают у нас внутри
- Литературная дискуссия. Правила, цели и внутренний смысл
- Литературные «негры»: жалость, жадность, бесплодие и забвение